# Драган Цанков
Драґан Кіряков Цанков (болг. Драган Киряков Цанков, 9 листопада 1828, Свіштов — 11 березня 1911, Софія) — болгарський політик москвофільського спрямування. Ліберал. Історик, вчений-конституціоналіст. Третій (7 квітня 1880—10 грудня 1880) і восьмий прем'єр-міністр Болгарії (19 вересня 1883—11 липня 1884). Греко-католик.

## Біографія
Депутат Великих народних зборів (1879). Депутат Звичайних народних зборів 1879, 1880—1881, 1884—1886, 1899—1900, 1901, 1902—1903. Голова ХІІ Звичайних народних зборів (1902—1903).
Після відновлення держави Болгарія багато років провів у політичній еміграції в Російській імперії.
Навчався в підмосковській Україні в Одесі та Києві, а також у Відні. Працював педагогом у Галаці (Румунія). 
З 1857 року мешкав у Константинополі, був учителем у французькому училищі. Тоді ж і там же заснував у католицькому монастирі болгарську друкарню, в якій друкував болгарські книги і журнали.
З 1859 по 1863 видавав щотижневу газету «България», в звичайному тоні підцензурних газет, що видавалися у Туреччині. Проте газета намагалася, наскільки це було можливо, пробуджувати в болгарах почуття національної самостійності і за неможливістю відстоювати її проти турків вела кампанію проти греків, особливо з питання щодо самостійності болгарської церкви. Захоплення цією боротьбою в зв'язку з відсутністю віри в Російську імперію, розбиту в Кримській війні, скоро привело Цанкова до пропаганди католицизму; «Тільки сліпі, — писав він в 1859 році, — не можуть відрізнити істинно християнської справи римської пропаганди від істинно диявольської справи панславізму і панеллінізму».
У 1860 року їздив до Риму, де прийняв католицизм; в грудні був одним з ініціаторів унії константинопольських болгарів з Римом. Через кілька років розкаявся в цьому і перейшов назад у православ'я.
У 1863 році зайняв у Свищові місце драгомана і директора паспортів.
У 1864 році був запрошений Мідхадом-пашею, що керував тоді Дунайським вілайєтом, в Рущук, де займав різні посади на турецькій державній службі (інспектора турецького пароплавства, члена суду та ін.); в той же час заснував і вів болгарську друкарню в Рущуку. Пізніше змінив ряд посад в різних містах; між іншим, був цензором болгарських книг в Константинополі. На всіх цих посадах він, залишаючись в глибині душі болгарином, умів ладити з турецькою владою і бути справним турецьким чиновником.
За цей час він написав: «Кратка Българска История» (Царьград, 1868) і «La Bulgarie» (разом з М. Балабановим, Лондон, 1876), переклав болгарською мовою «Тьмниците ми от Силвио Пелико» і редагував в різний час журнали: «Читалище», 1870, «Источно время», 1874, «Руководитель на основното учение», 1874 (педагогічний журнал).
Від революційної діяльності Цанков стояв осторонь, але тим не менш користувався значною повагою навіть серед радикально налаштованих активістів. Під час російської окупації він зайняв місце Тирновського віце-губернатора; в Тирново був обраний до перших (установчих) народних зборів (1879), де зайняв місце серед лібералів. Після вступу на престол Олександра Баттенберга Цанков був недовго болгарським дипломатичним агентом в Константинополі.

## Голова уряду
У березні 1880 року йому було доручено сформувати кабінет міністрів; крім головування він взяв іноземні справи, Каравелову доручив фінанси. Його кабінет не викликав довіри Російської імперії, озброїв проти себе духовенство і впав у листопаді 1880 року. Новий кабінет склав Каравелов; Цанков отримав у ньому внутрішні справи, але в грудні повинен був вийти у відставку внаслідок зіткнення з князем. Цанков вважався тоді лібералом (Каравелов — радикалом) і не був ще русофілом; на цей час припадає його сказана в листі, але потім опублікована фраза, що якщо росіяни будуть продовжувати поводити себе відносно Болгарії так, як поводяться тепер, то болгари заявлять: «ми не хочемо ні російської меду, ні російської жала».
Після державного перевороту 1881 року Цанков був заарештований і потім інтернований у Враці. Після відновлення конституції у 1883 року він вдруге склав кабінет, в якому взяв собі внутрішні справи, а консерватору Стоїлову доручив міністерство юстиції. Цей кабінет вів боротьбу з радикальною опозицією (Каравелов, Стефан Стамболов).
Напочатку 1884 року Цанков розпустив народні збори. Вибори відбувалися за небувалої доти і після того свободи і законності; ніяких насильств і фальсифікацій не було. Вибори дали більшість Каравелову, і Цанков негайно поступився йому місцем. Каравелов повів політику, ворожу до Російської імперії (приєднання Східної Румелії, війна з Сербією, початок чвар які тягнулися від часу кабінету Цанкова, що захопив шматок сербської території внаслідок зміни течії р. Тімок), а Цанков став певним і яскравим русофілом. Особиста його роль в державному перевороті 9 серпня 1886 року, що повалила князя Олександра, не зовсім зрозуміла.
Зайняв місце в лавах створеного ним тимчасового уряду (9—12 серпня 1886), на чолі якого стояв  митрополит Тирновський Климент, і підписав прокламацію, що виправдовувала державний переворот тією «зрадою», яку вчинив князь відносно Російської імперії.

## Еміграція
Після торжества Стамбулова Цанков був змушений покинути Болгарію й оселитися в Санкт-Петербурзі, де жив на пенсію від російського уряду. В цей час він вважався вождем партії «цанковістів», колишньої партії непримиренної опозиції; в дійсності, однак, старий і хворий Цанков був нездатний до діяльності і був тільки ширмою, ім'ям; за нього діяли Бендерев, Груєв і найбільше — його зять Людсканов.
Від його імені час від часу випускалися маніфести, в яких говорилося про необхідність безумовного слідування вказівкам Росії, великої визволительки і покровительки Болгарії, і про неможливість примиритися з князем Фердинандом, як незаконним правителем, навіть в тому випадку, якщо б він дав відставку Стамболову. Після падіння останнього Цанков повернувся до Софії на підставі амністії, був прийнятий князем в аудієнції і негайно примирився з ним. Він був обраний до народних зборів, але не міг грати якої-небудь помітної ролі, так що навіть цанковистський кабінет Стояна Данева 1902 був складений без нього.
Цанков — людина, що не мала серйозної освіти, погано володіла іноземними мовами, навіть російською, незважаючи на багато років, проведених в Російській імперії, але вправний дипломат, що виховувався в турецькій школі, вмів чудово лавірувати між партіями і особистостями і витягати з них користь.
У 1902 році виробив законопроєкт про народну освіту, спрямований проти початкових вчителів, чим викликав з боку останніх сильну неприязнь.
Крім загальних творів з історії Болгарії, з яких в цанковистському дусі написані: Drandar, «Cinq ans de règne» (П., 1884) і його ж, «Les événements politiques en Bulgarie» (П., 1896), см. Ю. Іванов, «Българский периодически печатъ» (т. 1, Софія, 1893).

## Твори
- Граматика на български език (1852; німецькою мовою)
- Българска история (1866)
- Катехизис на представителското управление (1905)
- Материали за напомнюване на конституционно постановление на Българската конституция (1909)